# Яблунівка (Ніжинський район)
Яблуні́вка (до 2016 — Шлях Ілліча) — село в Україні, у Носівській міській громаді Ніжинського району Чернігівської області. Утворилося 1939 року в результаті колективізації. Населення становить 301 (на 01.01.2023) особу. До 2016 орган місцевого самоврядування — Тертишницька сільська рада.
12 травня 2016 року Верховна Рада прийняла постанову Про перейменування деяких населених пунктів, унаслідок чого село Шлях Ілліча Носівського району було перейменоване на село Яблунівка.

## Історія
Яблунівку (Шлях Ілліча до 2015) можна вважати одним з наймолодших сіл району, бо утворилося воно вже після організації Носівського району в 1939 році з невеличких, розрізнених, але близько розташованих хутірських поселень. В минулому населений пункт складався із кріпаків, селян та козаків. Були також поміщицькі економії, де жили пани Мусіни-Пушкіни, Чмиховські, Глуздовські, які мали до 7000 десятин землі. Бідняки відробляли у поміщика на жнивах, на обмолоті та інших поденних роботах. З них у 1929 році було утворено колгосп, до якого увійшли лише 50 осіб. Влада того часу ставила за мету звільнення земельних ділянок для роботи першої механізованої техніки. Спочатку провели підготовку, розміряли та розмітили вулиці, проорали їх кінним плугом. Ширина всіх семи сільських вулиць складає десять метрів, а центральної — тридцять. У 1939 році почали тягти жеребки, бо було завдання за рік заселити місцевість. Збиралися родичі і з них обирали старшого, той тягнув жеребок, яку вулицю витягнув, на ту й заселялися. Хто не мав грошей на будівництво, брав позики із процентами.
З початком Другої світової війни в селі було оголошено суцільну мобілізацію. Вся колгоспна худоба та техніка були евакуйовані, жителі брали участь у спорудженні оборонних укріплень. У вересні 1941 року село було окуповано німецькими загарбниками. Люди знову гнули спини на общині, по десяти хатках.
Справжнього розквіту село зазнало під час головування з 1986 року Рудя М. В. Всі сільські вулиці було заасфальтовано, проведено водогін.
У 1987 році побудовано сад-ясла «Сонечко», 1988 року — будинок культури, у якому розташовувалась і сільська бібліотека.
1989 року побудовано нову двоповерхову школу, 1990 — зведено нове адміністративне приміщення, у якому знаходились правління колгоспу, відділення ощадбанку, кімната електромонтера електронного зв'язку, розпочато будівництво ФАПу. У селі працюють побуткомбінат, перукарня.
У 1996 році до села підведено газопровід.

## Населення
За переписом населення 2001 року, населення — переважно українці, 3%-росіяни та інші національності.
У селі чимала кількість дачного населення[джерело?].
Чисельність населення
| 2001 | 2015 | 2021 |
| ---- | ---- | ---- |
| 433  | 379  | 340  |

## Освіта, культура
В кінці 80-х років минулого століття були побудовані нові будівлі сільського клубу та школи.
До 2018 року в селі діяв Яблунівський НВК «ЗНЗ-ДНЗ» І-ІІ ступенів (разом із садочком), після чого заклад був закритий. Учнів та педагогічний колектив переведено в інший навчальний заклад у селі Дослідне[джерело?].

## Вулиці
Станом на 1 жовтня 2022 року вулиці населеного пункту:
- вулиця Ветеранів;
- вулиця Вишнева;
- вулиця Зелена;
- вулиця Садова;
- вулиця Молодіжна;
- вулиця Перемоги;
- вулиця Українська (Гагаріна);
- вулиця Шевченка;
- провулок Ярослава Козерецького (Колгоспний).

## Наш час
З 2016 року село Яблунівка входить до Носівської міської громади. Станом на 01.01.2025 року населення становить 278 осіб. У селі діють приватні продовольчі магазини, ФАП, регулярно курсує маршрутне таксі до центру громади, щотижня приїжджає пошта. У центрі села розташована Катерининська церква (ПЦУ).
26 серпня 2019 року село Яблунівка святкувало 80-річний ювілей заснування населеного пункту[джерело?].

## Галерея

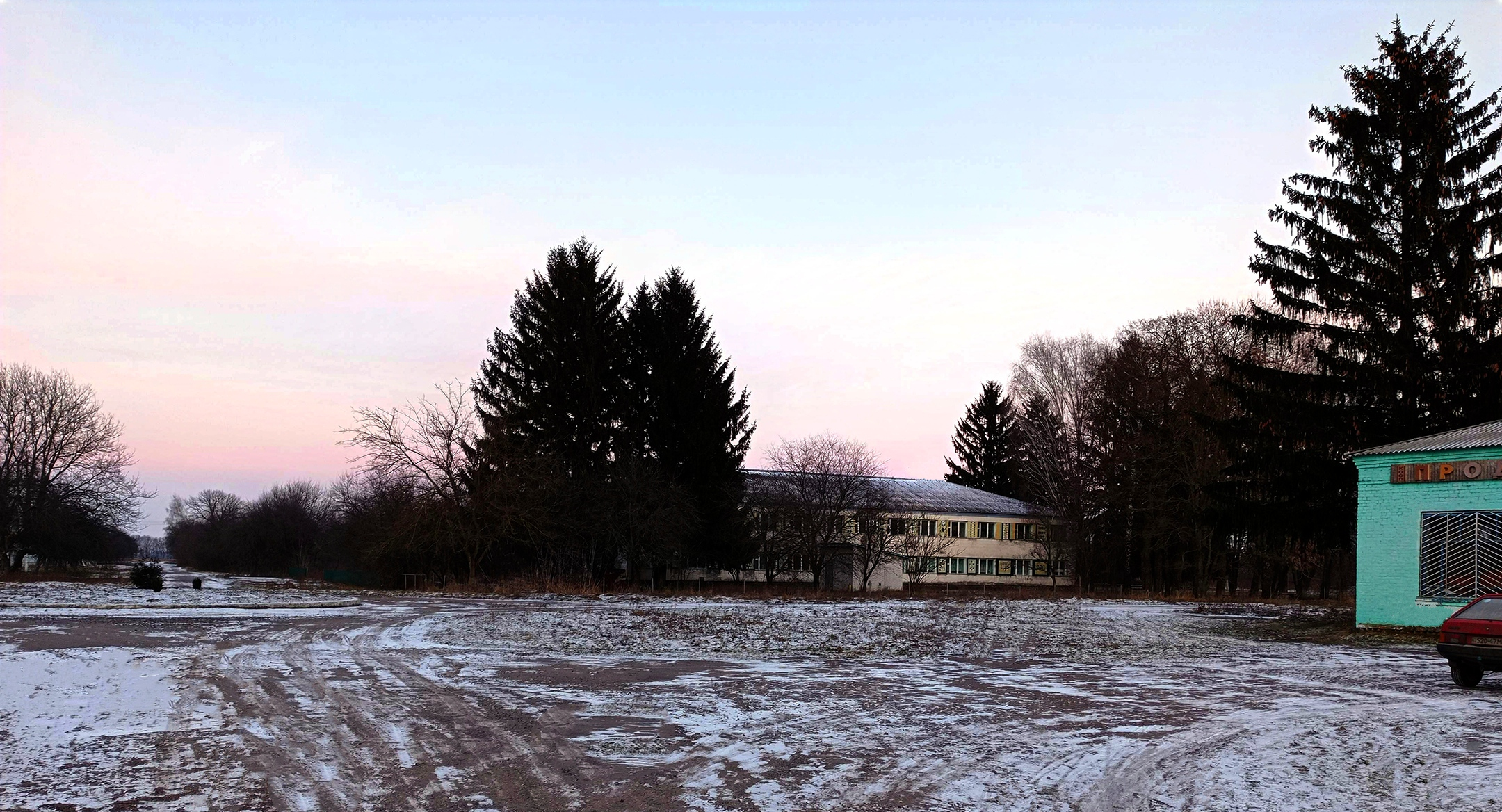
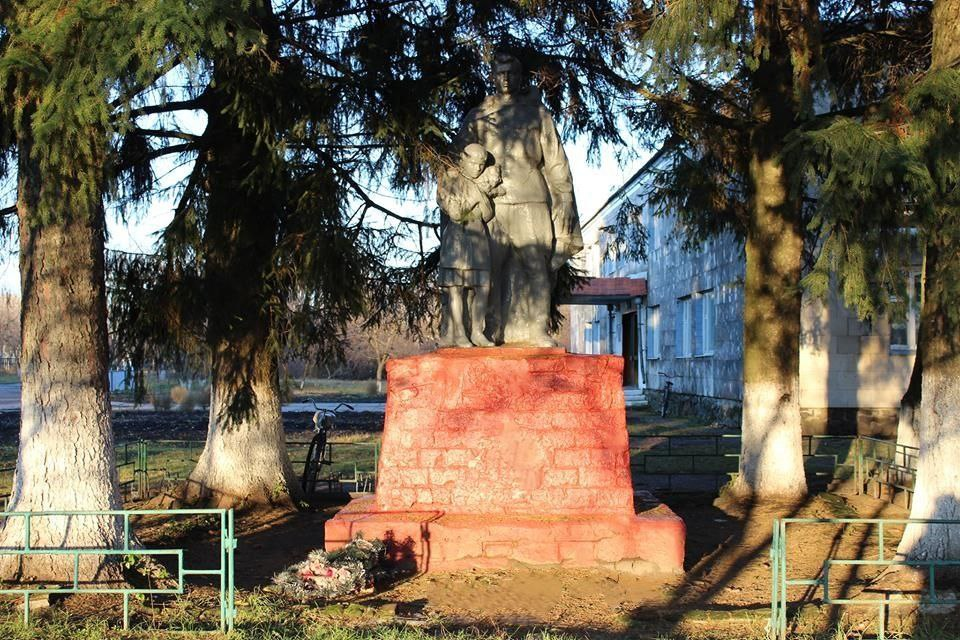
Пам'ятник
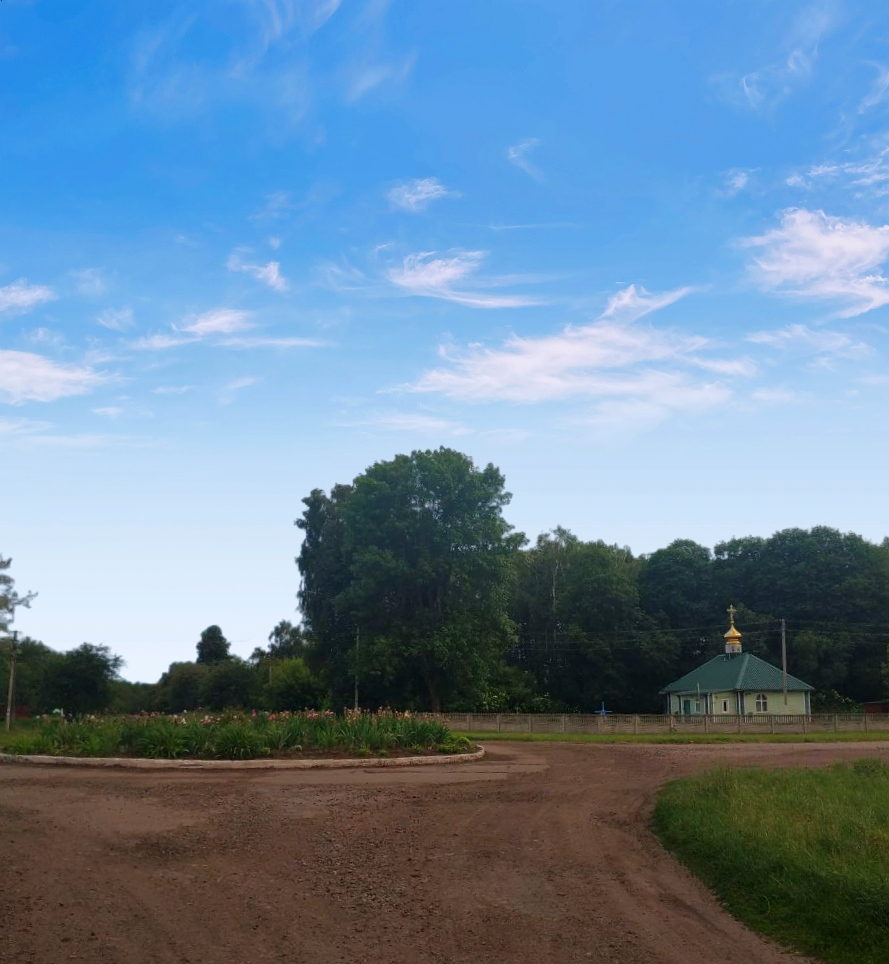
Село Яблунівка (2021)
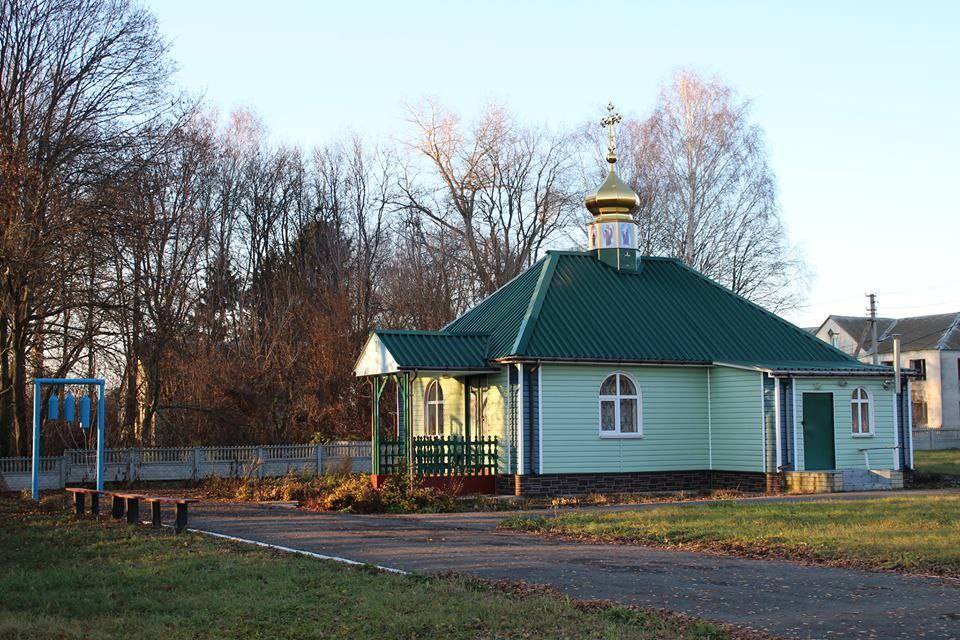
Катерининська церква в Яблунівці
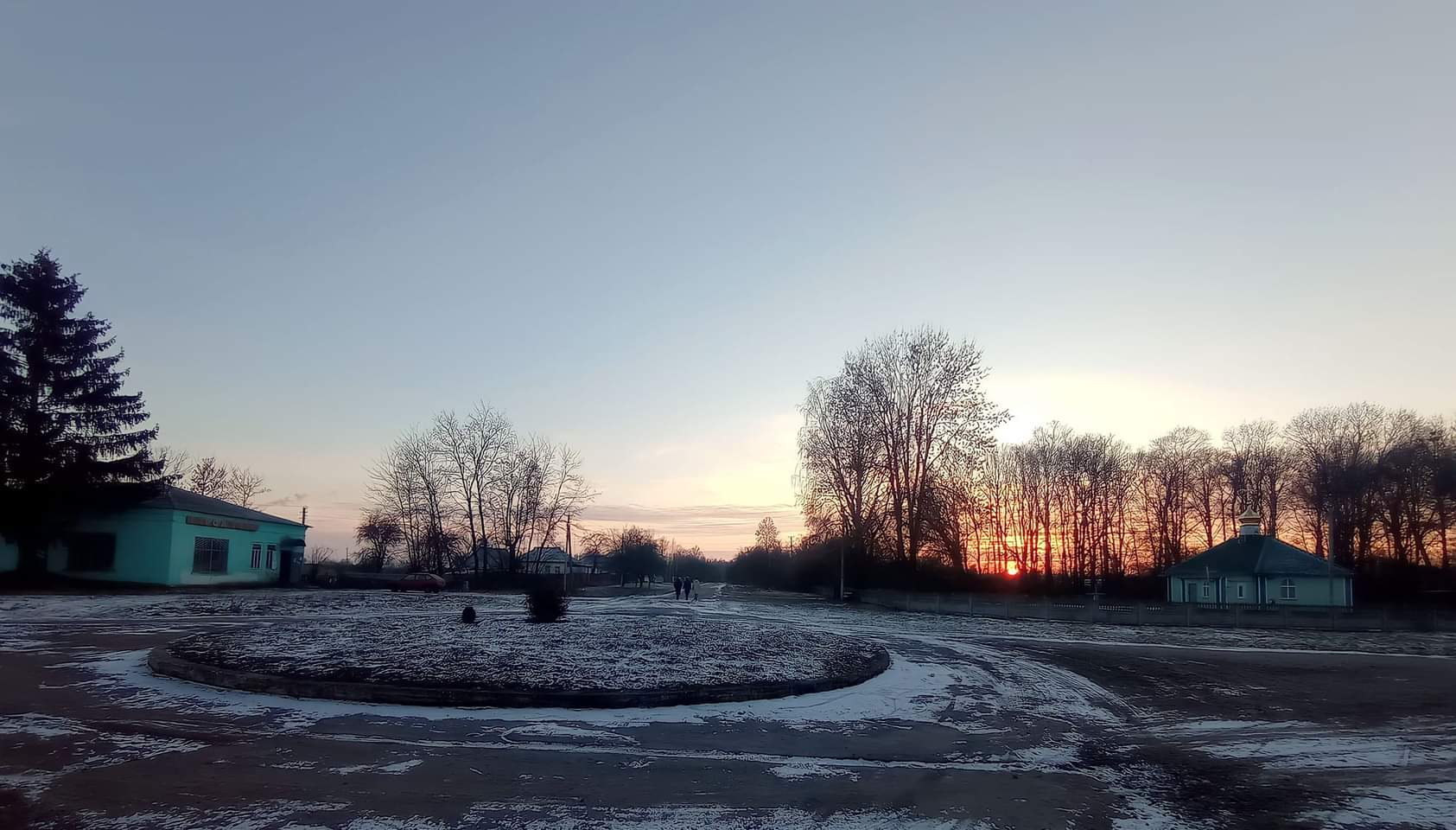
Зимовий центр Яблунівки
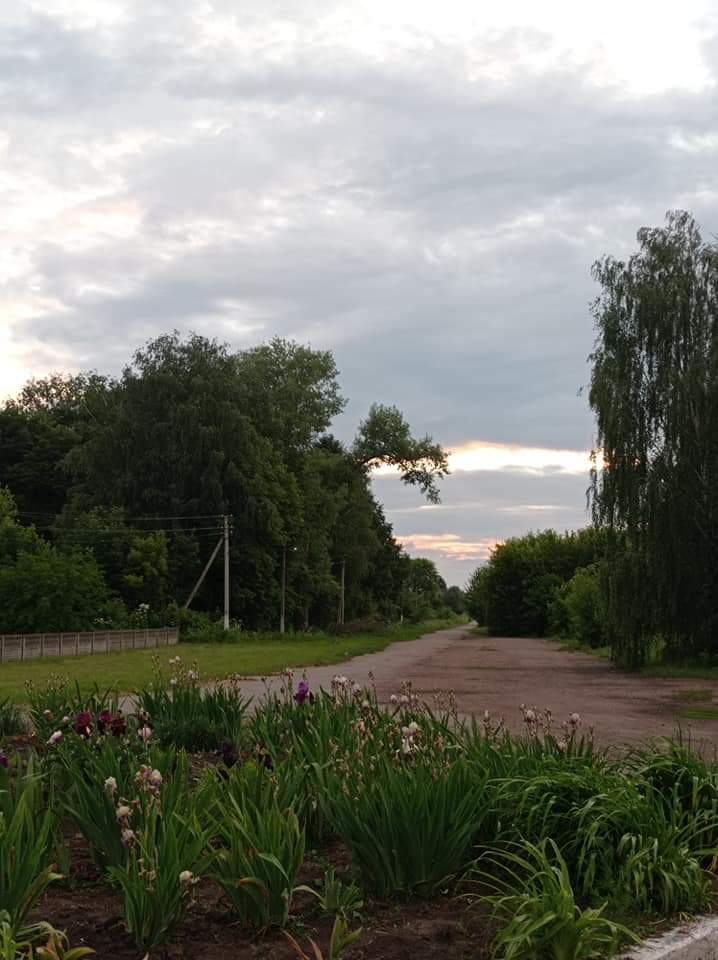
вул.Центральна
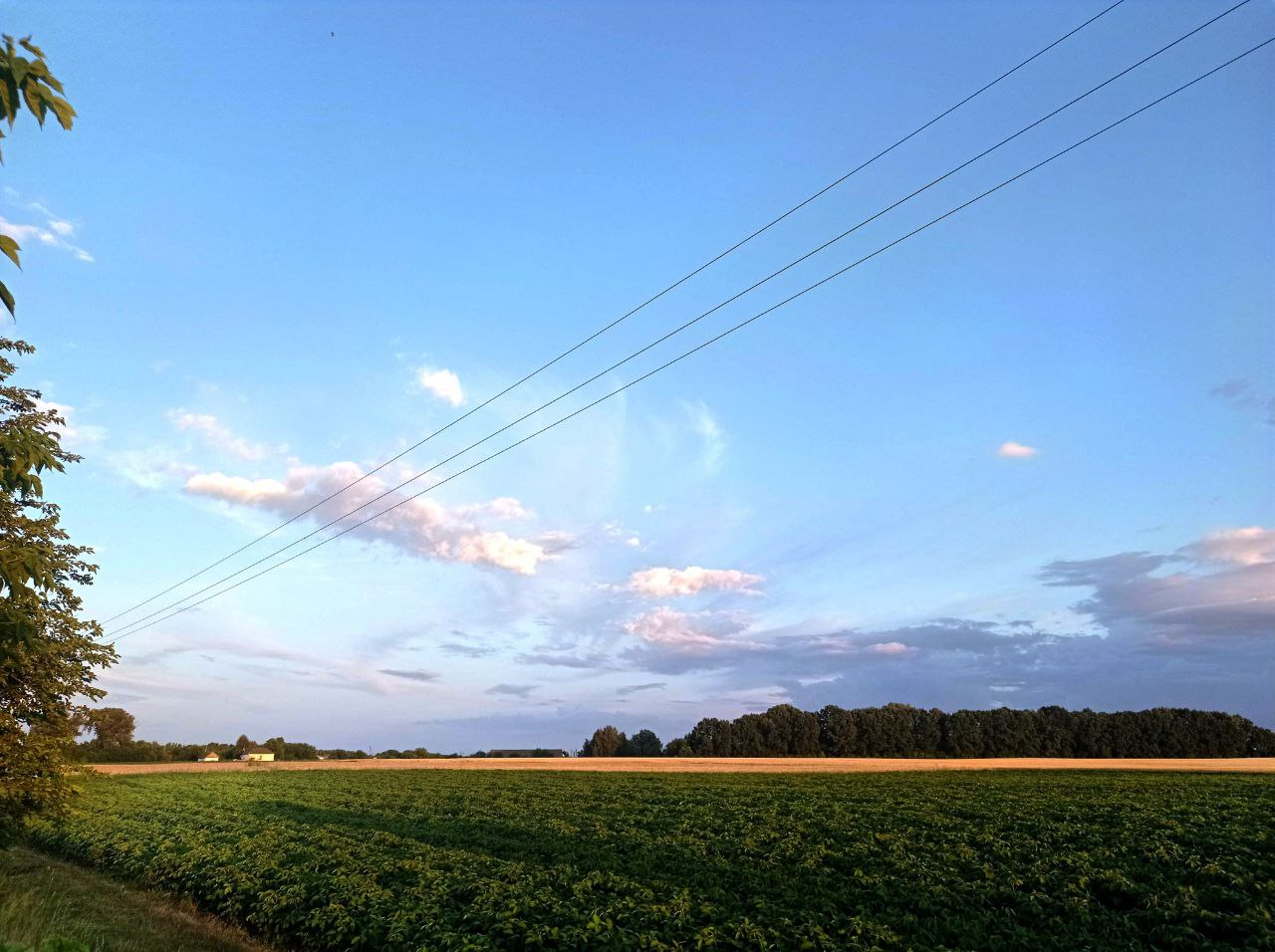
Околиця села Яблунівка
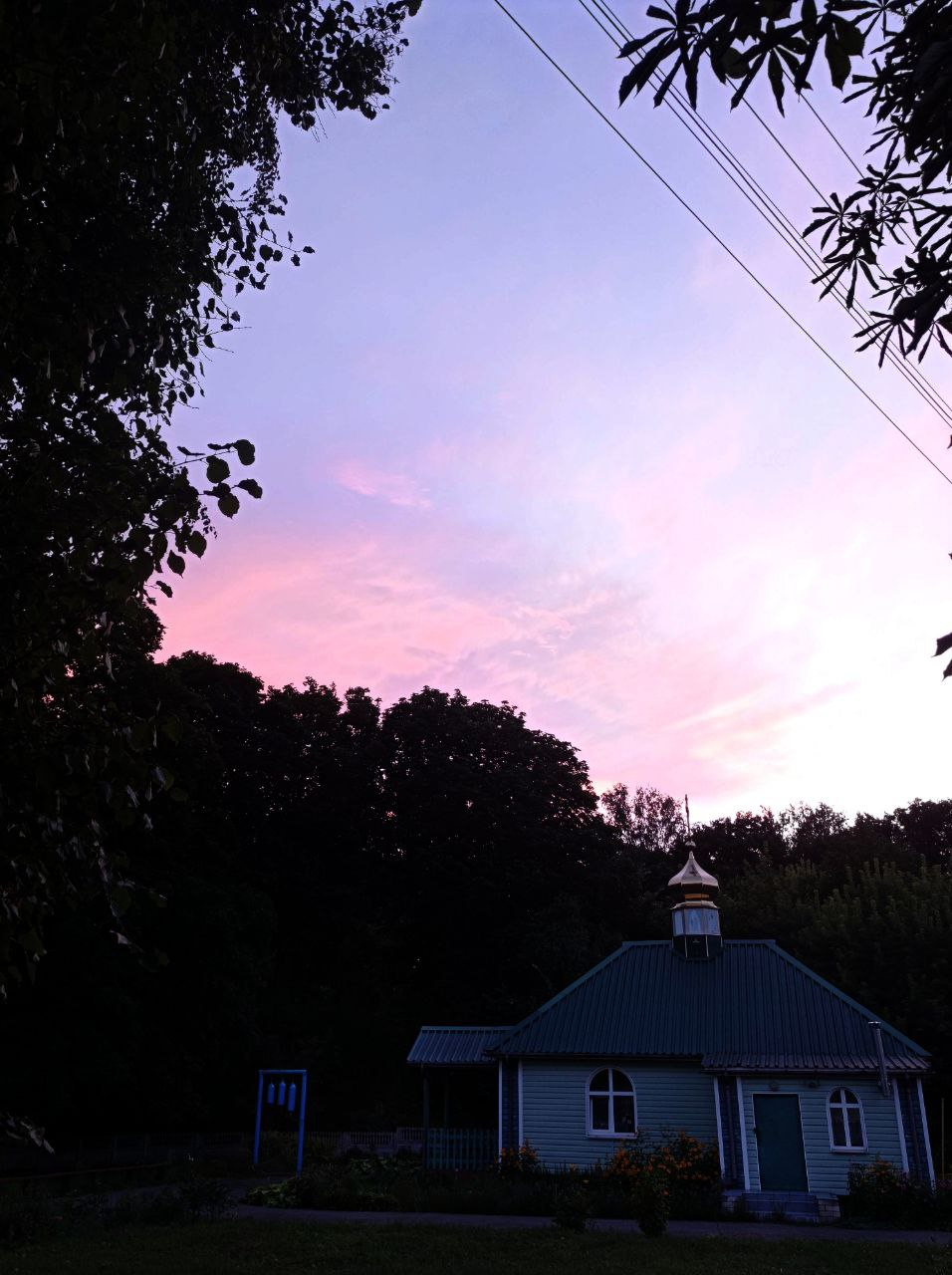
Катерининська церква
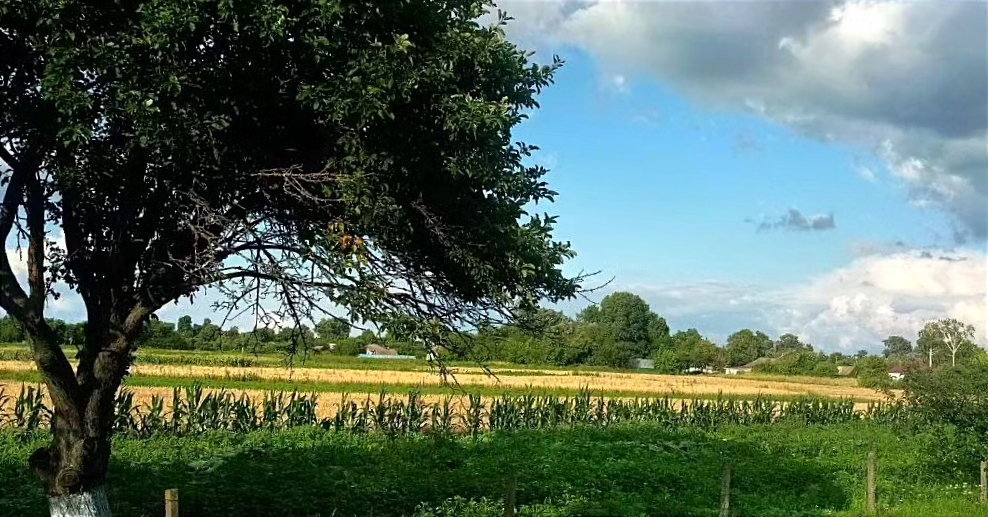
Яблунівка (Ніжинський район)
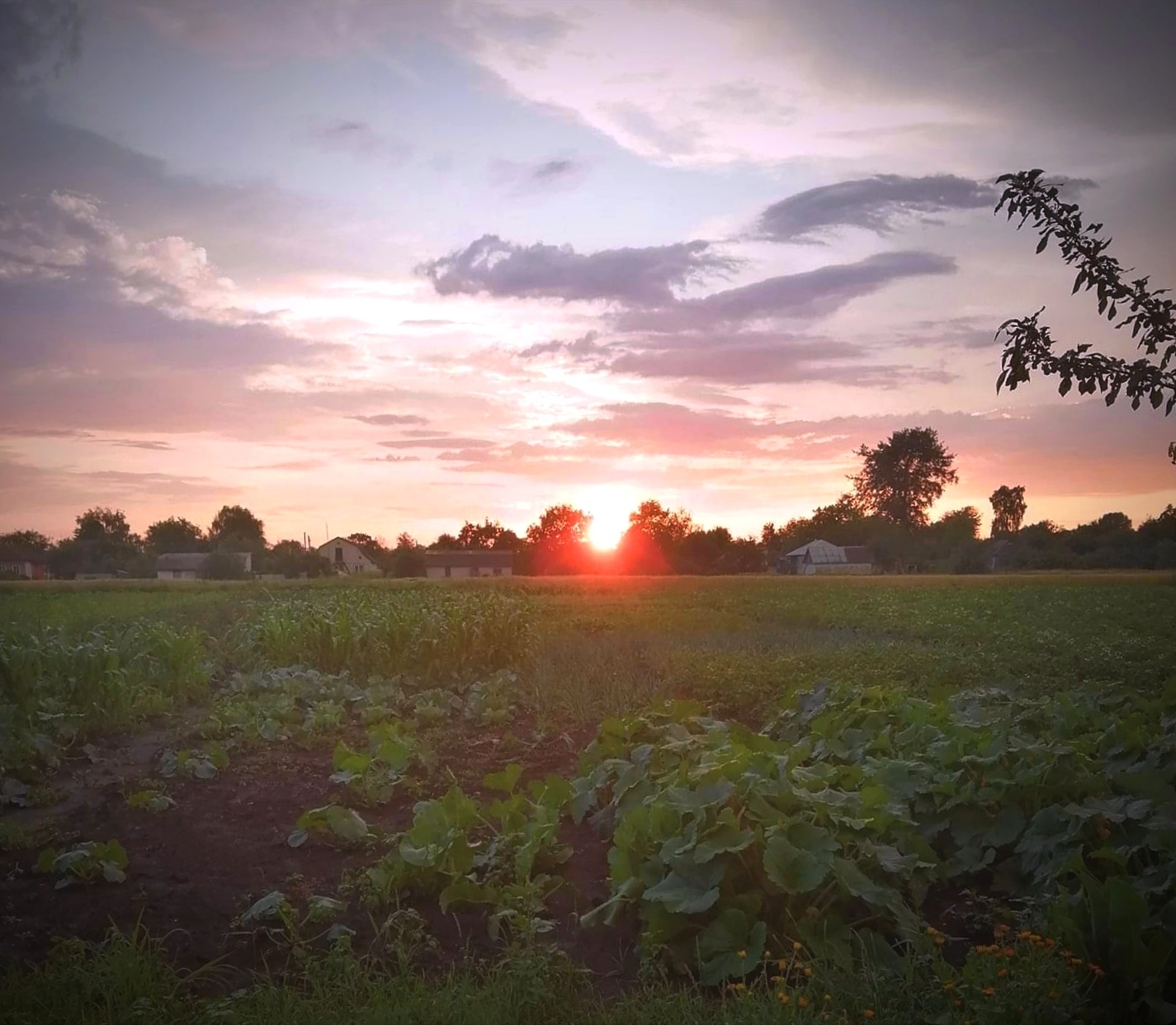
Вечір у Яблунівці
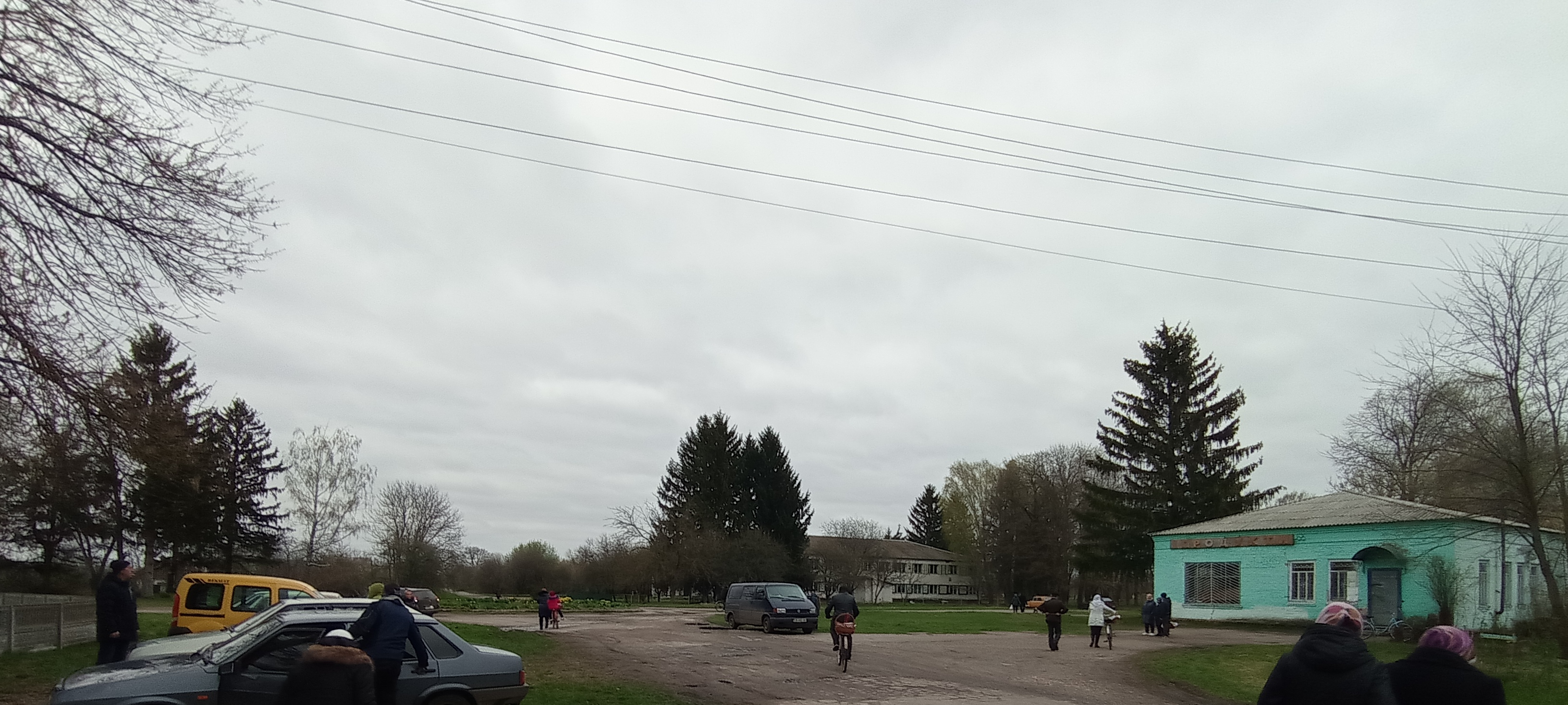
Сільський центр
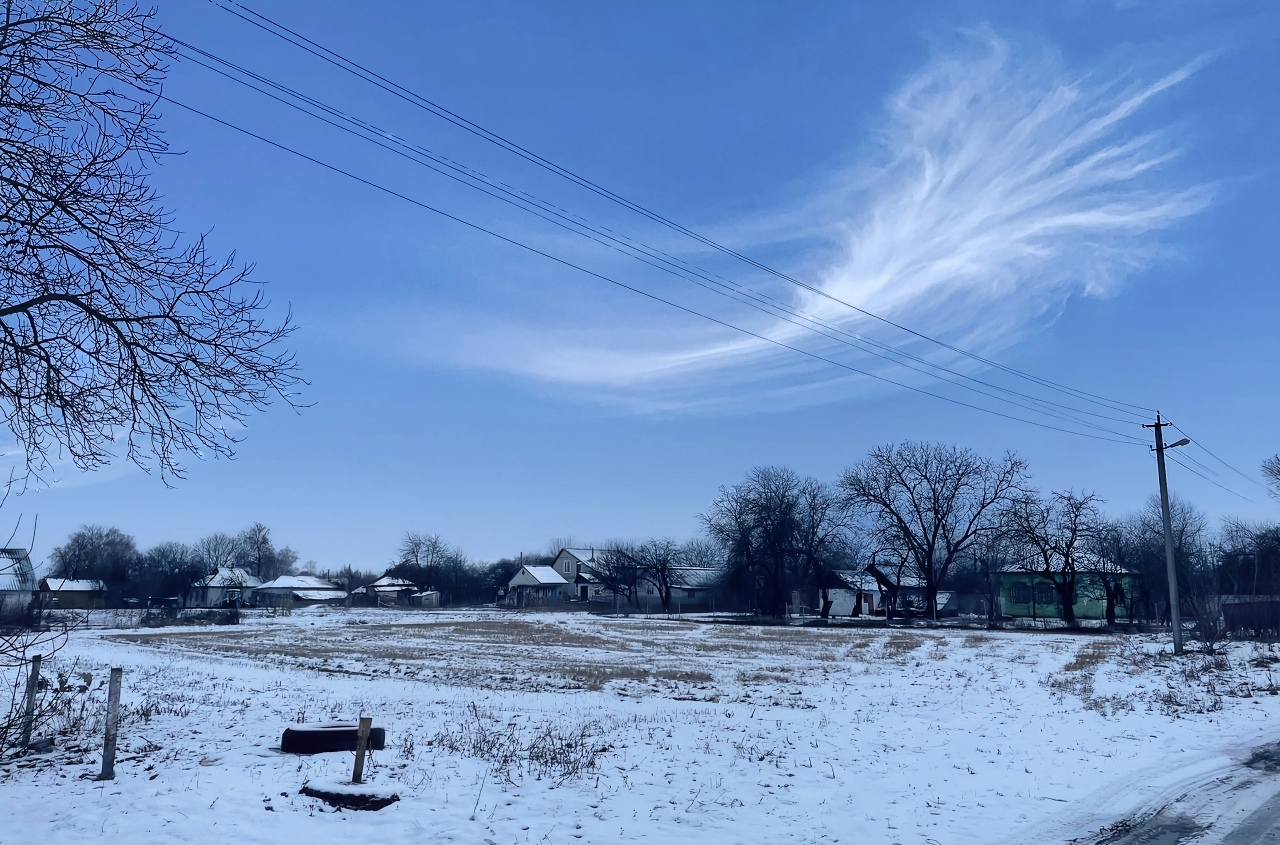
вулиця Перемоги

## Особистості
Уродженці села:
- Кундюба Іван Дмитрович (1909—1975) — доктор історичних наук, професор Київського національного університету імені Тараса Шевченка.

Інші:
- Комар Олександр Іванович (1939—2001) — голова Виконкому Носівськоі районної Ради, представник Президента України у Носівському районі, голова Носівськоі районної державної адміністрації, очільник колишнього сільського колективного господарства.